# Nagroda Sidewise za historię alternatywną

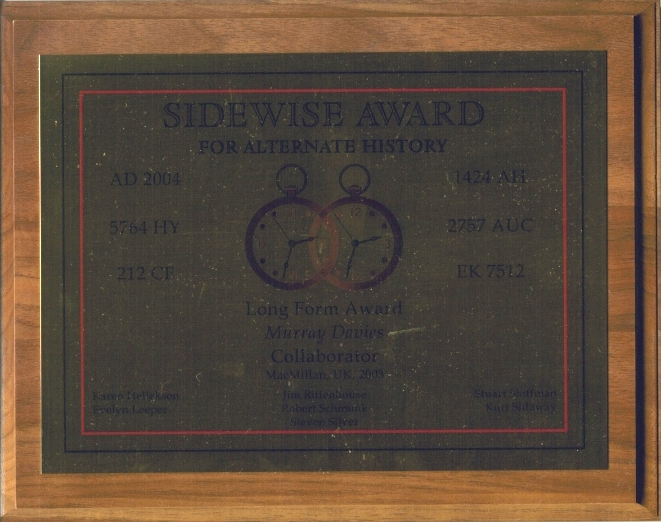
Nagroda Sidewise (przyznana Murrayowi Daviesowi w 2003 r.)

Nagroda Sidewise za historię alternatywną (Sidewise Award for Alternate History) – nagroda nadawana od 1995 za najlepsze utwory w gatunku historii alternatywnej.
Nagroda jest nazwana na cześć opowiadania Sidewise in Time Murray Leinstera.
Każdego roku nadawane są dwie nagrody (zwykle podczas Worldconu): za krótką i długą formę. Nieregularnie przyznawane są także nagrody specjalne, za dokonania sprzed 1995 roku.

## Laureaci

### Długa forma
- 1995 Paul J. McAuley, Pasquale's Angel
- 1996 Stephen Baxter, Voyage
- 1997 Harry Turtledove, How Few Remain
- 1998 Stephen Fry, Making History
- 1999 Brendan DuBois(inne języki), Resurrection Day
- 2000 Mary Gentle(inne języki), Ash: A Secret History
- 2001 J.N. Stroyar(inne języki), The Children’s War
- 2002
  - Martin J. Gidron(inne języki), The Severed Wing
  - Harry Turtledove, Ruled Britannia
- 2003 Murray Davies(inne języki), Collaborator
- 2004 Philip Roth, Spisek przeciwko Ameryce (The Plot Against America)
- 2005 Ian R. MacLeod, The Summer Isles
- 2006 Charles Stross, The Family Trade, The Hidden Family i The Clan Corporate
- 2007 Michael Chabon, Związek żydowskich policjantów (The Yiddish Policemen's Union)
- 2008 Chris Roberson(inne języki), The Dragon’s Nine Sons
- 2009 Robert Conroy(inne języki), 1942
- 2010 Eric G. Swedin(inne języki), When Angels Wept: A What-If History of the Cuban Missile Crisis
- 2011 Ian R. MacLeod, Obudź się i śnij (Wake up and dream)
- 2012 C.J. Sansom, Dominion
- 2013
  - D.J. Taylor(inne języki), The Windsor Faction
  - Bryce Zabel(inne języki), Surrounded by Enemies: What If Kennedy Survived Dallas?
- 2014 Kristine Kathryn Rusch, The Enemy Within
- 2015 Julie Mayhew(inne języki), The Big Lie
- 2016 Ben H. Winters(inne języki), Underground Airlines
- 2017 Bryce Zabel(inne języki), Once There Was a Way
- 2018 Mary Robinette Kowal, The Calculating Stars
- 2019 Annalee Newitz(inne języki) The Future of Another Timeline
- 2020 Adrian Tchaikovsky The Doors of Eden
- 2021 Laurent Binet(inne języki) Civilizations (tł. z jęz. fr. Sam Taylor)
- 2022 B.L. Blanchard(inne języki) The Peacekeeper
- 2023 Francis Spufford Cahokia Jazz

### Krótka forma
- 1995 Stephen Baxter, Brigantia's Angels
- 1996 Walter Jon Williams, Foreign Devils (w War of the Worlds: Global Dispatches)
- 1997 William Sanders, The Undiscovered
- 1998 Ian R. MacLeod, The Summer Isles
- 1999 Alain Bergeron(inne języki), The Eighth Register (tłumaczenie Howard Scotta(inne języki))
- 2000 Ted Chiang, Siedemdziesiąt dwie litery (Seventy Two Letters)
- 2001 Ken MacLeod, The Human Front
- 2002 William Sanders, Empire
- 2003 Chris Roberson(inne języki), O One
- 2004 Warren Ellis, Ministry of Space
- 2005 Lois Tilton(inne języki), Pericles the Tyrant
- 2006 Gardner Dozois, Counterfactual
- 2007
  - Michael Flynn(inne języki), Quaestiones Super Caelo Et Mundo
  - Kristine Kathryn Rusch, Recovering Apollo 8
- 2008 Mary Rosenblum(inne języki), Sacrifice
- 2009 Alastair Reynolds, The Fixation
- 2010 Alan Smale(inne języki), A Clash of Eagles
- 2011 Lisa Goldstein(inne języki), Paradise Is a Walled Garden
- 2012 Rick Wilber(inne języki), Something Real
- 2013 Vylar Kaftan(inne języki), The Weight of the Sunrise
- 2014 Ken Liu, The Long Haul: From the Annals of Transportation, The Pacific Monthly, May 2009
- 2015 Bill Crider(inne języki), It Doesn’t Matter Anymore
- 2016
  - Daniel Bensen, Treasure Fleet
  - Adam Rovner(inne języki), What If the Jewish State Had Been Established in East Africa
- 2017 Harry Turtledove, Zigeuner
- 2018 Oscar (Xiu) Ramirez, Emmanuel Valtierra Codex Valtierra
- 2019 Harry Turtledove Christmas Truce
- 2020 Matthew Kresal Moonshot
- 2021 Alan Smale Gunpowder Treason
- 2022 
  - Eric Choi(inne języki) A Sky and a Heaven
  - Wole Talabi(inne języki) A Dream of Electric Mothers
- 2023 Rosemary Claire Smith Apollo in Retrograde

### Nagrody specjalne
- 1995 L. Sprague de Camp, za całokształt twórczości
- 1997 Robert N. Sobel(inne języki): For Want of a Nail
- 1999 Randall Garrett(inne języki): Seria Lord Darcy
- 2018 Eric Flint, 1632 series